# Gwynedd
Gwynedd (čit. ˈɡwɨ̞nɛð) je dio sjeverozapadnog Walesa. Zove se prema povijesnom Kraljevstvu Gwyneddu. 
Drugo je po veličini područje lokalne uprave i drugo je po veličini te jedno od najrjeđe naseljenih. Veliki udio stanovništva govori velškim jezikom. Ime Gwynedd također se koristi za zadržani okrug koji pokriva dva područja lokalne uprave te otok Ynys Môn (eng. Anglesey). Kulturno i povijesno ovo se ime može primijeniti i za veći dio neslužbene regije Sjevernog Walesa. primjerice za područje koje pokriva gwyneddski konstabular, jer približno odgovara području Kraljevstva Gwynedda u vrijeme kad je ono bilo u najvećem opsegu.
U Gwyneddu se nalazi Sveučilište Bangor.  and includes the scenic Llŷn Peninsula, and most 
Upravno je sjedište Caernarfon, a najveći je grad Bangor

## Vanjske poveznice
- Gwynedd na Curlie
- Gwynedd Lleol'  Arhivirana inačica izvorne stranice od 21. listopada 2016. (Wayback Machine)
- Gwynedd.com
- Bangorsko sveučilište
- Gwyneddsko vijeće